# Гурбанова Вес
Гурбанова Вес (словац. Hurbanova Ves) — село, громада округу Сенець, Братиславський край, південно-західна Словаччина. Кадастрова площа громади — 5,41 км².
Населення 372 особи (станом на 31 грудня 2017 року).

## Історія
Гурбанова Вес згадується 1929 року як осада.

## Населення
| Рік:            | 1994. | 2004.    | 2014.    | 2024.     |
| --------------- | ----- | -------- | -------- | --------- |
| Кількість осіб: | 212   | 263      | 303      | 702       |
| Різниця:        |       | +24,05 % | +15,20 % | +131,68 % |

| Рік:            | 2023. | 2024.   |
| --------------- | ----- | ------- |
| Кількість осіб: | 682   | 702     |
| Різниця:        |       | +2,93 % |